# ۱٬۳-بیس (دی‌فنیل‌فوسفینو) پروپان
۱،۳-بیس(دی‌فنیل‌فوسفینو)پروپان (به انگلیسی: 1,3-Bis(diphenylphosphino)propane) یک ترکیب شیمیایی با شناسه پاب‌کم ۸۱۲۱۹ است. شکل ظاهری این ترکیب، جامد سفید است.